# بيرنارد بانغ
بيرنارد لوريتز فريدريك بانغ (بالدنماركية: Bernhard Bang)‏ هو طبيب بيطري دنماركي ومكتشف بروسيلا أبورتيس (بالإنجليزية: Brucella abortus)‏.

## وصلات خارجية
- بيرنارد بانغ على موقع الموسوعة البريطانية (الإنجليزية)

1. ↑  "معلومات عن بيرنارد بانغ على موقع aleph.nkp.cz". aleph.nkp.cz. مؤرشف من الأصل في 2019-12-15.
2. ↑  "معلومات عن بيرنارد بانغ على موقع snl.no". snl.no. مؤرشف من الأصل في 2022-08-14.
3. ↑  "معلومات عن بيرنارد بانغ على موقع opc4.kb.nl". opc4.kb.nl. مؤرشف من الأصل في 2021-05-09.